# Sveti Đurđ
Sveti Đurđ est un village et une municipalité située dans le comitat de Varaždin, en Croatie. Au recensement de 2001, la municipalité comptait 4 174 habitants, dont 98,32 % de Croates et le village seul comptait 743 habitants.

## Localités
La municipalité de Sveti Đurđ compte 9 localités :
- Hrženica - 944
- Karlovec Ludbreški - 636
- Komarnica Ludbreška - 179
- Luka Ludbreška - 265
- Obrankovec - 132
- Priles - 234
- Sesvete Ludbreške - 520
- Struga - 538
- Sveti Đurđ - 736